# Freja Thisgaard
Freja Rosenkrans Thisgaard (født 24. juli 2002 i Silkeborg) er en kvindelig dansk fodboldspiller, der spiller som målvogter for Fortuna Hjørring i Gjensidige Kvindeligaen og Danmarks U/23-kvindefodboldlandshold. Hun har tidligere spillet ungdomsfodbold for Team Viborg, indtil skiftet i sommeren 2019.
Hun debuterede for Fortuna Hjørring i ligaen, i oktober 2019 mod Ballerup-Skovlunde Fodbold, hvor hun også stod de resterende kampe af efteråret for klubben, pga. den amerikanske førstevalgsmålmand Kelsey Daugherty udgik med skade resten af året.
Hun fik også officiel U/23-landsholdsdebut i november 2019, mod Holland.
Hun deltog desuden ved U/17-EM i fodbold for kvinder 2019 i Bulgarien, hvor holdet dog ikke nåede videre fra gruppespillet.